# Снаков
Снаков (словац. Snakov) — село и одноимённая община в округе Бардеёв Прешовского края Словакии.

## История
Впервые упоминается в 1543 году. Населённое украинцами, но после Второй мировой войны — под угрозой переселения в СССР — абсолютное большинство крестьян переписалась на словаков и русинов.
В середине XVIII века часть русинского населения Снакова переселилась в Воеводину.
В селе есть греко-католическая церковь Покрова Пресвятой Богородицы, построенная в 1843 году, ставшая национальной культурной достопримечательностью.

## Население
| Год:                | 1994 | 2004    | 2014    | 2024    |
| ------------------- | ---- | ------- | ------- | ------- |
| Количество человек: | 600  | 655     | 686     | 654     |
| Разница:            |      | +9,16 % | +4,73 % | −4,66 % |

Национальный состав населения (по данным последней переписи населения 2001 года):
- словаки — 82,71%
- цыгане — 14,17%
- русины — 1,71%
- украинцы — 0,31%
- поляки — 0,16%

Состав населения по принадлежности к религии состоянию на 2001 год:
- греко-католики — 70,09%,
- римо-католики — 2,80%,
- православные — 0,78%,
- протестанты — 0,31%,
- не считают себя верующими или не принадлежат к одной вышеупомянутой церкви — 25,70%